# Théorème de Hurwitz sur les suites de fonctions holomorphes
Pour les articles homonymes, voir Théorème de Hurwitz.
En mathématiques et plus particulièrement en analyse complexe, le théorème de Hurwitz associe les zéros d'une suite de fonctions holomorphes uniformément convergentes sur tout compacts avec leur limite correspondante. Le théorème est nommé d'après Adolf Hurwitz.

## Théorème
Soit {fk} une suite de fonctions holomorphe sur un ensemble G ouvert et connexe qui converge uniformément sur les sous-ensembles compacts de G vers une fonction holomorphe f qui n'est pas nulle sur G. Si f a un zéro d'ordre m en z0 alors pour tout ρ > 0 suffisamment petit et pour k ∈ N (qui dépend de ρ) suffisamment grand, fk a précisément m zéros dans le disque défini par |z−z0| < ρ, incluant la multiplicité. De plus, ces zéros convergent vers z0 lorsque k → ∞.

## Remarques
Ce théorème ne garantit pas que le résultat est aussi vrai pour des disques arbitraires. En effet, si un disque est choisi tel que les zéros de f sont sur son bord, alors le théorème ne s'applique pas. Un exemple explicite est de considérer le disque unité D et la suite définie par
{\displaystyle f_{n}(z)=z-1+{\frac {1}{n}},\qquad z\in \mathbb {C} }
qui converge uniformément vers f(z) = z−1. La fonction f(z) n'a aucun zéro dans D; cependant, chaque fn a exactement un zéro dans le disque correspondant à la valeur réelle 1−(1/n).

## Applications
Le théorème d'Hurwitz est utilisé dans la preuve du théorème d'application conforme, et a aussi les deux corollaires suivant comme conséquences immédiates :
- Soit G un ensemble ouvert et connexe et {fn} une suite de fonctions holomorphe qui converge uniformément sur les sous-ensembles compacts de G vers une fonction holomorphe f. Si toutes les fonctions fn sont non nulles en tout point de G, alors f est soit nulle, soit non nulle en tout point de G.
- Si {fn} est une suite de fonctions univalentes sur un ensemble G ouvert et connexe qui converge uniformément sur les sous-ensembles compacts de G vers une fonction holomorphe f, alors f est soit univalente soit constante[1].

## Preuve
Soit f une fonction analytique sur un sous-ensemble ouvert du plan complexe avec un zéro d'ordre m en z0, et supposons que {fn} est une suite de fonctions qui converge uniformément sur des sous-ensembles compacts vers f. Fixons ρ > 0 tel que f(z) ≠ 0 dans 0 < |z−z0| ≤ ρ. Choisissons δ tel que|f(z)| > δ pour z sur le cercle |z−z0| = ρ. Étant donné que fk(z) converge uniformément sur le disque que nous avons choisi, nous pouvons trouver N tel que |fk(z)| ≥ δ/2 pour tout k ≥ N et tout z sur le cercle, assurant que le quotient fk′(z)/fk(z) est bien défini pour tout z sur le cercle |z−z0| = ρ. Grâce au théorème de Morera, nous avons une convergence uniforme :
{\displaystyle {\frac {f_{k}'(z)}{f_{k}(z)}}\to {\frac {f'(z)}{f(z)}}.}
Notons Nk le nombre de zéros de fk(z) dans le disque, et appliquons le principe de l'argument pour trouver
{\displaystyle m={\frac {1}{2\pi i}}\int _{\vert z-z_{0}\vert =\rho }{\frac {f'(z)}{f(z)}}\,dz=\lim _{k\to \infty }{\frac {1}{2\pi i}}\int _{\vert z-z_{0}\vert =\rho }{\frac {f'_{k}(z)}{f_{k}(z)}}\,dz=\lim _{k\to \infty }N_{k}}
Dans l'étape ci-dessus, l'intégrale et la limite ont pu être échangées grâce à la convergence uniforme de l'intégrande. Nous avons montré que Nk → m lorsque k → ∞. Étant donné que les Nk sont des entiers, Nk doit être égal à m pour k suffisamment grand.